# Tom Jones (mini-série)
 (octobre 2023).
La mise en forme du texte ne suit pas les recommandations de Wikipédia : il faut le « wikifier ».
Les points d'amélioration suivants sont les cas les plus fréquents. Le détail des points à revoir est peut-être précisé sur la page de discussion.
- Les titres sont pré-formatés par le logiciel. Ils ne sont ni en capitales, ni en gras.
- Le texte ne doit pas être écrit en capitales (les noms de famille non plus), ni en gras, ni en italique, ni en « petit »…
- Le gras n'est utilisé que pour surligner le titre de l'article dans l'introduction, une seule fois.
- L'italique est rarement utilisé : mots en langue étrangère, titres d'œuvres, noms de bateaux, etc.
- Les citations ne sont pas en italique mais en corps de texte normal. Elles sont entourées par des guillemets français : « et ».
- Les listes à puces sont à éviter, des paragraphes rédigés étant largement préférés. Les tableaux sont à réserver à la présentation de données structurées (résultats, etc.).
- Les appels de note de bas de page (petits chiffres en exposant, introduits par l'outil «  Source ») sont à placer entre la fin de phrase et le point final[comme ça].
- Les liens internes (vers d'autres articles de Wikipédia) sont à choisir avec parcimonie. Créez des liens vers des articles approfondissant le sujet. Les termes génériques sans rapport avec le sujet sont à éviter, ainsi que les répétitions de liens vers un même terme.
- Les liens externes sont à placer uniquement dans une section « Liens externes », à la fin de l'article. Ces liens sont à choisir avec parcimonie suivant les règles définies. Si un lien sert de source à l'article, son insertion dans le texte est à faire par les notes de bas de page.
- La présentation des références doit suivre les conventions bibliographiques. Il est recommandé d'utiliser les modèles {{Ouvrage}}, {{Chapitre}}, {{Article}}, {{Lien web}} et/ou {{Bibliographie}}. Le mode d'édition visuel peut mettre en forme automatiquement les références.
- Insérer une infobox (cadre d'informations à droite) n'est pas obligatoire pour parachever la mise en page.

Pour une aide détaillée, merci de consulter Aide:Wikification.
Si vous pensez que ces points ont été résolus, vous pouvez retirer ce bandeau et améliorer la mise en forme d'un autre article.
Tom Jones est une mini-série britannique en quatre parties d'ITV basée sur le roman de Henry Fielding, Histoire de Tom Jones, enfant trouvé, paru en 1749. Elle est réalisée par Georgia Parris et adaptée par Gwyneth Hughes (en), avec Solly McLeod (en) dans le rôle du héros éponyme. 
La série a été diffusée sur PBS aux États-Unis à partir du 30 avril 2023 et diffusée en France sur Chérie 25 à partir du 23 septembre 2023 puis à la demande sur Prime Video. Au Québec, elle est diffusée sur Radio-Canada à partir du 23 mars 2024.

## Distribution
- Solly McLeod (en) (VFB : Jonathan Simon) : Tom Jones
  - Jacobi Jupe : Tom enfant
- Sophie Wilde (VFB : Ludivine Deworst) : Sophia Western
  - Kimara-Mai Petit : Sophia enfant
- Janine Duvitski (en) (VFB : Nicole Shirer) : Mme Wilkins
- Lucy Fallon (en) (VFB : Julia Kaye) : Molly Seagrim
- James Fleet (VFB : Daniel Nicodème) : le châtelain Allworthy
- Dean Lennox Kelly (en) (VFB : Philippe Allard) : Black George Seagrim
- Pearl Mackie (VFB : Mélissa Windal) : Honora Newton
- Felicity Montagu (en) (VFB : Fabienne Loriaux) : la tante Bridget Allworthy
- James Wilbraham (VFB : Brieuc Lemaire) : William Blifil
- Shirley Henderson (VFB : Violette Pallaro) : la tante Western
- Alun Armstrong (VFB : Michel de Warzée) : le châtelain Western
- Susannah Fielding (VFB : Maia Baran) : Mme Waters
- Tamzin Merchant (VFB : Audrey D'Hulstère) : tante Harriet
- Julian Rhind-Tutt (VFB : Steve Driesen) : Fitzpatrick
- Daniel Rigby (en) (VFB : Thierry Janssen) : Partridge
- Hannah Waddingham (VFB : France Bastoen) : Lady Bellaston

## Production
La société de production Masterpiece s'est associée à ITV et Mammoth Screen pour l'adaptation par Gwyneth Hughes du roman d'Henry Fielding en 2021 avec Solly McLeod et Sophie Wilde annoncés dans les rôles principaux,. La productrice et adaptatrice Gwyneth Hughes a qualifié le texte original de « la mère de toutes les comédies romantiques ». La mini-série a été entièrement tournée en Irlande du Nord, notamment dans le village de Gracehill à Ballymena et au Regency (Upper Crescent) à Belfast. En novembre 2021, il a été annoncé qu'Hannah Waddingham avait rejoint le casting,.

## Réception
Dans le Daily Telegraph, Anita Singh a déclaré : "Tom Jones devrait être un jeu d'enfant mais, pendant de longues périodes, c'est franchement ennuyeux. L'acteur prometteur Solly McLeod capture la nature douce de Tom, mais son alchimie avec Sophia (Sophie Wilde) n'est pas visible, et sa performance est surpassée dans chaque scène par Pearl Mackie dans le rôle de sa servante".
Dans The Guardian, Jack Seale a déclaré: "Cette adaptation de la romance d'époque d'Henry Fielding est transformée en l'histoire d'un crétin morose tombant amoureux d'une idiote - et l'étincelle ne s'allume jamais." 
Dans l' Evening Standard, Melanie McDonagh a attribué à la série 3 étoiles sur 5 et a déclaré : « Il y a la classe, le sexe et l'argent, ces thèmes infaillibles de la fiction anglaise. Et il y a Hannah Waddingham dans le rôle de Lady Bellaston qui fait des ricanements snobs et des coiffures énormes comme personne d'autre. ... Donc, une belle série en quatre parties pour un peu de réconfort. Ce qui est bien avec Tom Jones, c'est que ce n'est ni Jane Austen ni Dickens. Ainsi, à part une série de la BBC des années 1990 et une version exaltante d'Albert Finney en 1963, il n'y a pas encore eu une multitude de versions réalisées.